# Litidionita
La litidionita es un mineral de la clase de los silicatos y perteneciente al grupo homónimo. Su nombre deriva del griego para la palabra «guijarro» (anteriormente llamado litiodionito; rebautizado en 2014 (IMA 14-C) de acuerdo con su ortografía original).

## Características
La litidionita es un inosilicato de fórmula química CuNaKSi4 O10. Cristaliza en sistema triclínico. Su dureza en la escala de Mohs se encuentra entre 5 y 6.

## Yacimientos
Fue descubierta en el monte Vesubio, provincia de Nápoles (Campania, Italia), en 1873. También ha sido descrita en la fumarola Arsenatnaya del volcán Tolbátxik (Kamchatka, Rusia), y en la mina Snowstorm (Nevada, Estados Unidos). 